# Aire urbaine de Saint-Lô
L'aire urbaine de Saint-Lô est une aire urbaine française centrée sur Saint-Lô, dans la Manche. Composée de 41 communes après les fusions de 2016, elle comptait 53 028 habitants en 2013.
En 1999, ses 48 837 habitants faisaient d'elle la 140e des 354 aires urbaines françaises.

## Composition

### Évolution de la composition
- 1999 : 47 communes
- 2010 : 51 communes (Le Mesnil-Opac retirée, Le Mesnil-Raoult, Le Mesnil-Vigot, Moon-sur-Elle, Soulles et Vidouville ajoutées)
- 2016 : 41 communes après diverses fusions prenant effet au 1er janvier
  - Saint-Jean-des-Baisants, Notre-Dame-d'Elle, Précorbin, Rouxeville et Vidouville fusionnent pour former Saint-Jean-d'Elle (-4 communes)
  - Gourfaleur, La Mancellière-sur-Vire, Saint-Romphaire, Saint-Samson-de-Bonfossé fusionnent pour former Bourgvallées (-3 communes)
  - Hébécrevon et La Chapelle-en-Juger fusionnent pour former Thèreval  (-1 commune)
  - Lozon et Marigny fusionnent pour former Marigny-le-Lozon (-1 commune)
  - Le Mesnil-Raoult fusionne avec la ville isolée de Condé-sur-Vire (-1 commune)

## Caractéristiques

### Zonage 1999
D'après la délimitation établie par l'INSEE, l'aire urbaine de Saint-Lô était composée de 47 communes en 1999, toutes situées dans la Manche. 
Agneaux, Saint-Lô et Saint-Georges-Montcocq sont les 3 seules communes de l'aire font partie de son pôle urbain, l'unité urbaine (couramment : agglomération) de Saint-Lô. Les autres communes sont toutes des communes rurales monopolarisées. L'aire urbaine est intégralement située dans le département de la Manche.
L’aire urbaine de Saint-Lô appartient à l’espace urbain de Paris.
Le tableau suivant indique l’importance de l’aire dans le département (les pourcentages s'entendent en proportion du département) :
| Département | Communes | Communes (%) | Superficie (km²) | Superficie (%) | Population (1999) | Population (%) |
| ----------- | -------- | ------------ | ---------------- | -------------- | ----------------- | -------------- |
| Manche      | 47       | 7,8          | 397,76           | 6,7            | 48 837            | 10,1           |

### Zonage 2010
L'aire urbaine de Saint-Lô comporte 39 communes sur la base du zonage 2010.

| Nom                      | Code Insee | Intercommunalité  | Superficie (km2) | Population (dernière pop. légale) | Densité (hab./km2) |
| ------------------------ | ---------- | ----------------- | ---------------- | --------------------------------- | ------------------ |
| Agneaux                  | 50002      | CA Saint-Lô Agglo | 6,5              | 4 266 (2022)                      | 656                |
| Airel                    | 50004      | CA Saint-Lô Agglo | 10,17            | 527 (2022)                        | 52                 |
| Amigny                   | 50006      | CA Saint-Lô Agglo | 3,69             | 153 (2022)                        | 41                 |
| La Barre-de-Semilly      | 50032      | CA Saint-Lô Agglo | 7,74             | 1 033 (2022)                      | 133                |
| Baudre                   | 50034      | CA Saint-Lô Agglo | 3,81             | 595 (2022)                        | 156                |
| Bérigny                  | 50046      | CA Saint-Lô Agglo | 12,15            | 442 (2022)                        | 36                 |
| Canisy                   | 50095      | CA Saint-Lô Agglo | 18,15            | 1 723 (2022)                      | 95                 |
| Carantilly               | 50098      | CA Saint-Lô Agglo | 10,7             | 619 (2022)                        | 58                 |
| Cavigny                  | 50106      | CA Saint-Lô Agglo | 6,78             | 268 (2022)                        | 40                 |
| Couvains                 | 50148      | CA Saint-Lô Agglo | 15,03            | 577 (2022)                        | 38                 |
| Dangy                    | 50159      | CA Saint-Lô Agglo | 9,93             | 660 (2022)                        | 66                 |
| Thèreval                 | 50239      | CA Saint-Lô Agglo | 28,39            | 1 781 (2022)                      | 63                 |
| La Luzerne               | 50283      | CA Saint-Lô Agglo | 1,94             | 81 (2022)                         | 42                 |
| Marigny-Le-Lozon         | 50292      | CA Saint-Lô Agglo | 19,17            | 2 754 (2022)                      | 144                |
| La Meauffe               | 50297      | CA Saint-Lô Agglo | 10,22            | 998 (2022)                        | 98                 |
| Le Mesnil-Amey           | 50302      | CA Saint-Lô Agglo | 2,81             | 287 (2022)                        | 102                |
| Le Mesnil-Eury           | 50310      | CA Saint-Lô Agglo | 3,46             | 180 (2022)                        | 52                 |
| Le Mesnil-Herman         | 50313      | CA Saint-Lô Agglo | 1,91             | 138 (2016)                        | 72                 |
| Le Mesnil-Rouxelin       | 50321      | CA Saint-Lô Agglo | 4,74             | 470 (2022)                        | 99                 |
| Montreuil-sur-Lozon      | 50352      | CA Saint-Lô Agglo | 6,45             | 345 (2022)                        | 53                 |
| Moon-sur-Elle            | 50356      | CA Saint-Lô Agglo | 9,84             | 779 (2022)                        | 79                 |
| Pont-Hébert              | 50409      | CA Saint-Lô Agglo | 29,84            | 1 902 (2022)                      | 64                 |
| Quibou                   | 50420      | CA Saint-Lô Agglo | 17,15            | 842 (2022)                        | 49                 |
| Rampan                   | 50423      | CA Saint-Lô Agglo | 4,09             | 227 (2022)                        | 56                 |
| Saint-André-de-l'Épine   | 50446      | CA Saint-Lô Agglo | 7,24             | 553 (2022)                        | 76                 |
| Saint-Clair-sur-l'Elle   | 50455      | CA Saint-Lô Agglo | 7,99             | 973 (2022)                        | 122                |
| Saint-Georges-d'Elle     | 50473      | CA Saint-Lô Agglo | 8,96             | 378 (2022)                        | 42                 |
| Saint-Georges-Montcocq   | 50475      | CA Saint-Lô Agglo | 8,94             | 983 (2022)                        | 110                |
| Saint-Germain-d'Elle     | 50476      | CA Saint-Lô Agglo | 8,87             | 209 (2022)                        | 24                 |
| Saint-Gilles             | 50483      | CA Saint-Lô Agglo | 7,84             | 987 (2022)                        | 126                |
| Saint-Jean-de-Savigny    | 50491      | CA Saint-Lô Agglo | 7,58             | 422 (2022)                        | 56                 |
| Saint-Jean-d'Elle        | 50492      | CA Saint-Lô Agglo | 33,72            | 2 535 (2022)                      | 75                 |
| Saint-Lô                 | 50502      | CA Saint-Lô Agglo | 23,19            | 19 352 (2022)                     | 834                |
| Saint-Martin-de-Bonfossé | 50512      | CA Saint-Lô Agglo | 12,68            | 536 (2022)                        | 42                 |
| Saint-Pierre-de-Semilly  | 50538      | CA Saint-Lô Agglo | 4,59             | 428 (2022)                        | 93                 |
| Bourgvallées             | 50546      | CA Saint-Lô Agglo | 48,27            | 3 319 (2022)                      | 69                 |
| Sainte-Suzanne-sur-Vire  | 50556      | CA Saint-Lô Agglo | 5,05             | 694 (2022)                        | 137                |
| Soulles                  | 50581      | CA Saint-Lô Agglo | 14,86            | 481 (2016)                        | 32                 |
| Villiers-Fossard         | 50641      | CA Saint-Lô Agglo | 8,52             | 644 (2022)                        | 76                 |